# Bertil Kjellberg
Sten Bertil Kjellberg, född 23 februari 1953 i Arboga, är en svensk politiker (moderat). Han var ordinarie riksdagsledamot 2002–2010, invald för Västernorrlands läns valkrets. Kjellberg var även vice ordförande i polisstyrelsen för Västernorrlands län under mandatperioden 2007–2010.
Han är till yrket advokat och bosatt i Sundsvall.

## Riksdagsledamot
Kjellberg var ordinarie riksdagsledamot 2002–2010. I riksdagen var han ledamot i lagutskottet 2002–2006, näringsutskottet 2006–2008 och finansutskottet 2008–2010. Han var kvittningsman 2006–2010, ledamot i krigsdelegationen 2006–2010 och ersättare i riksdagsstyrelsen 2008–2010. Kjellberg var även suppleant i justitieutskottet, konstitutionsutskottet och näringsutskottet. Efter tiden som riksdagsledamot var han ledamot i riksbanksfullmäktige 2010–2014.
Kjellberg kandiderade inte för omval till riksdagen i valet 2010, utan ville i stället verka inom kommunpolitiken i Sundsvall samt ägna sig åt arbetet som advokat.